# Vivien Leigh
Vivien Leigh (rojena Vivian Mary Hartley, od leta 1947 znana tudi kot Lady Olivier), angleška gledališka in filmska igralka, * 5. november 1913, Dardžiling, Britanska Indija (zdaj Indija), † 8. julij 1967, London, Združeno kraljestvo.
Prvenstveno gledališka igralka je tudi ena največjih zvezdnic klasične dobe hollywoodske kinematografije, v javnosti pa je bila znana tudi po številnih ljubezenskih avanturah.

## Življenjepis
Po dramski šoli je leta 1935 nastopila v manjših vlogah v štirih filmih, nato pa dobila glavno vlogo v filmu Ogenj nad Anglijo (1937). Ljudje so bili očarani nad njeno fizično lepoto, zaradi česar je menila, da je včasih ne jemljejo resno kot igralko. Bolj kot filmu se je posvečala gledališču: v 30-letni karieri je uprizarjala raznovrstne vloge, od junakinj komedij Noëla Cowarda in Georgea Bernarda Shawa do klasičnih shakespearovskih likov, kot so Ofelija, Kleopatra, Julija in Lady Macbeth. Kasneje je nastopila kot karakterna igralka v nekaj filmih.
Javnost jo je močno identificirala z njenim drugim možem Laurenceom Olivierjem, s katerim je bila poročena med leti 1940 in 1960. Skupaj sta nastopila v mnogih gledaliških predstavah, ki jih je pogosto režiral Olivier, ter v treh filmih. Zaslovela je zlasti z vlogama Scarlett O'Hara v filmu V vrtincu (1939) in Blanche DuBois v filmu Tramvaj Poželenje (1951), za kateri je prejela oskarja za najboljšo glavno žensko vlogo. Blanche DuBois je uprizorila že na londonskem West Endu leta 1949. Prejela je tudi nagrado Tony za glavno žensko vlogo v broadwayski uprizoritvi muzikala Tovarich leta 1963.
Poklicno je pridobila sloves težavne sodelavke, večino življenja pa je trpela za bipolarno motnjo in izbruhi kronične tuberkuloze, ki so ji jo diagnosticirali v 1940. letih in za katero je v starosti 53 let tudi umrla. Zaradi zdravstvenih težav je bilo v njeni karieri nekaj daljših obdobij mirovanja.